# C'era una volta
C'era una volta (More Than a Miracle en Estados Unidos, conocida en España como Y fueron felices y Siempre hay una mujer, y en Hispanoamérica como El milagro) es una película italiana de 1967 dirigida por Francesco Rosi y protagonizada por Sophia Loren, Omar Sharif y Dolores del Río. Está basada en el clásico cuento de La Cenicienta. Se estrenó en Italia el 19 de octubre de 1967.

## Argumento
Un cuento de hadas que cuenta las aventuras de una bella pero temperamental campesina napolitana, Isabella (Sophia Loren), cuando conoce al malhumorado príncipe español Rodrigo Ferrante y Dávalos (Omar Sharif). El rey de España ordena a Rodrigo elegir una esposa entre las siete princesas italianas, pero es flechado por la humilde campesina. Con la ayuda de dos brujas, Isabella conquista el corazón de su príncipe después de muchos eventos divertidos, incluyendo un concurso de lavado escandaloso entre la campesina y las princesas.

## Elenco
- Sophia Loren - Isabella Candeloro
- Omar Sharif - Príncipe Rodrigo Fernández
- Dolores del Río - Reina Madre
- Georges Wilson - Jean-Jacques Bouché 'Monzu'
- Leslie French - Hermano Giuseppe da Copertino
- Marina Malfatti - Olimpia Capce Latro, princesa Altamura
- Anna Nogara - Princesa Impaciente
- Rita Forzano - Princesa Greedy
- Carlotta Barilli - Princesa supersticiosa
- Rosa María Martín - Princesa pretenciosa
- Fleur Mombelli - Princesa orgullosa
- Anna Liotti - Infanta
- Carlo Pisacane - Bruja #1
- Renato Pinciroli - Carpaccio

## Comentarios
Filmada en las afueras de Nápoles, esta película tuvo a Francesco Rosi como su director, y  a Carlo Ponti, marido de Sophia Loren, como su productor. El tema musical corrió a cargo de Roger Williams, alcanzando el puesto n.º 2  de la revista Billboard. Sergio Franchi grabó la canción del título (escrita por Kusik; Snyder; Piccioni) en su álbum de 1968 de la RCA Victor: Yo soy un tonto al que usted quiere.